# 美浜河和テレビ中継局
美浜河和テレビ中継局（みはまこうわテレビちゅうけいきょく）は、かつて愛知県知多郡美浜町にあったアナログテレビ放送の中継局である。2011年7月24日のアナログ放送終了とともに廃止された。

## 中継局概要
| チャンネル | 放送局名             | 空中線電力           | ERP                  | 放送対象 地域 | 放送区域 内世帯数 | 偏波面   | 放送終了日     |
| 48ch       | NHK 名古屋教育       | 映像500mW/ 音声125mW | 映像1.8W/ 音声450mW  | 全国          | 約-世帯           | 水平偏波 | 2011年 7月24日 |
| 51ch       | NHK 名古屋総合       | 映像500mW/ 音声125mW | 映像1.8W/ 音声450mW  | 愛知県        | 約-世帯           | 水平偏波 | 2011年 7月24日 |
| 53ch       | TVA テレビ愛知       | 映像1W/ 音声250mW    | 映像1.65W/ 音声410mW | 愛知県        | 約-世帯           | 水平偏波 | 2011年 7月24日 |
| 55ch       | CBC 中部日本放送     | 映像1W/ 音声250mW    | 映像1.65W/ 音声410mW | 中京広域圏    | 約-世帯           | 水平偏波 | 2011年 7月24日 |
| 57ch       | THK 東海テレビ放送   | 映像1W/ 音声250mW    | 映像1.65W/ 音声410mW | 中京広域圏    | 約-世帯           | 水平偏波 | 2011年 7月24日 |
| 59ch       | CTV 中京テレビ放送   | 映像1W/ 音声250mW    | 映像1.65W/ 音声410mW | 中京広域圏    | 約-世帯           | 水平偏波 | 2011年 7月24日 |
| 61ch       | NBN 名古屋テレビ放送 | 映像1W/ 音声250mW    | 映像1.65W/ 音声410mW | 中京広域圏    | 約-世帯           | 水平偏波 | 2011年 7月24日 |

### 所在地
- 美浜町北方の名鉄河和線河和駅北方高地

### 中継局名について
- NHK…美浜河和テレビ中継放送所
- 民放…美浜河和放送局

## 放送エリア・その他
- アナログ名古屋本局（名古屋テレビ塔・東山タワー）からの電波が届きにくい美浜町河和から奥田地区をカバーしていた。
- 地上デジタルテレビ放送については、東海テレビ・中京テレビ・CBC・メ～テレの4局は瀬戸デジタルタワーまたは伊勢テレビ中継局から、テレビ愛知とNHK名古屋総合・教育は、瀬戸デジタルタワーまたは常滑テレビ中継局からの電波を受信。

## 歴史
- 1981年3月12日 - CBC中部日本放送・美浜河和テレビ放送所が開局。
- 1984年7月26日 - TVAテレビ愛知・美浜河和テレビ中継局が開局。
- 2011年7月24日 - 全局廃局となった。